# San Francisco de Asís con un crucifijo
San Francisco de Asís con un crucifijo es un cuadro al óleo sobre lienzo atribuido a Francisco Pacheco y conservado en el Museo de Bellas Artes de Sevilla.
La atribución a Pacheco ha sido cuestionada en 2016 por varios historiadores del arte que ven en esta tela una obra del joven Velázquez, alumno de Pacheco.

## Atribución
La atribución a Pacheco ha sido cuestionada por el conservador de la pintura española del museo del Louvre, Guillaume Kientz al que ha seguido Benito Navarrete Prieto para quien «se trata, sin duda de una obra de juventud de Velázquez». Para la directora del museo, María del Valme Muñoz, «es necesario un debate científico» para determinar si se trata de una obra del maestro o del discípulo.

## Histórico
La tela permaneció mucho tiempo en los almacenes del Museo de Bellas Artes de Sevilla. Fue atribuida primero a Zurbaran y posteriormente, en 1985, a Francisco Pacheco por Enrique Valdivieso y Juan Miguel Serrera. Tras ser restaurada para su exhibición en 2016 en la exposición dedicada a Pacheco en el museo sevillano, Guillaume Kientz apreció en la tela la mano de Velázquez, a quien se la atribuyó al juzgar que posee una «fuerza y [una] inmensa calidad de factura, mucho más allá de las costumbres —y de los medios— de Francisco Pacheco».
El lienzo habría formado parte de las obras de estudio de Velázquez mientras pasaba sus últimos años como aprendiz en el taller de Francisco Pacheco. El cuadro es buena muestra de los temas tratados por el futuro suegro de Velázquez, quien gozaba de gran prestigio entre el clero y era hombre influyente en los círculos literarios sevillanos reunidos en torno a la nobleza local.
Otro conocido aprendiz estudiaba por entonces en el taller de Pacheco, en el que había entrado en 1616: Alonso Cano.

## Descripción
San Francisco está representado en pie, de cuerpo entero, en posición de tres cuartos a la derecha, llevando un crucifijo en su mano derecha. Mira al cielo, en un paisaje sombrío y nuboso. En su mano izquierda y en el pecho lleva los estigmas. 

La influencia del arte de [F.Pacheco] está, a pesar de todo, tangible e indiscutible. Jamás, sin duda, Velázquez se acercó tanto a su maestro. En la ejecución, a pesar de todo, el naturalismo cálido, la monumentalidad de la figura llenando el espacio, la concepción de los elementos de paisaje, la potencia de los contornos, subrayados y corregidos directamente en la tela, la untuosidad cremosa, densa y compacta del toque, corresponden a la mano del joven prodigio. Los pliegues profundos, el ritmo pesado y sereno de los drapeados evocan inmediatamente el Santo Tomás de Orleans, posterior de unos años. La factura de las manos recuerda a las de los primeros bodegones, en particular los del Ermitage y de la National Gallery; la expresión de la cara  anuncia, por su lado, el San Juan en Patmos del museo de Londres; el paisaje de fondo, por fin, presenta numerosas similitudes de concepción y de ejecución con los de las primeras composiciones, en particular con La adoración de los Reyes Magos del museo del Prado.
Guillaume Kientz